# Mrs. Soffel, una historia real
Mrs. Soffel, una historia real es una película estadounidense basada en una historia real, dirigida por Gillian Armstrong y protagonizada por Diane Keaton y Mel Gibson.

## Argumento
La frustrada esposa de un celador de prisiones, atrapada en vida por un matrimonio sin amor, se enamora perdidamente de un reo condenado a muerte.

## Ficha artística
- Diane Keaton - Kate Soffel
- Mel Gibson - Ed Biddle
- Matthew Modine - Jack Biddle
- Edward Herrmann - Warden Peter Soffel
- Trini Alvarado - Irene Soffel
- Jennifer Dundas - Margaret Soffel
- Danny Corkill - Eddie Soffel
- Harley Cross - Clarence Soffel
- Terry O'Quinn - Detective Buck McGovern
- Pippa Pearthree - Maggie
- William Youmans - Guardia George Koslow
- Maury Chaykin - Guardia Charlie Reynolds
- Joyce Ebert - Matron Agnes Garvey
- Wayne Robson - Halliday
- Dana Wheeler-Nicholson - Jessie Bodyne
- Les Rubie - Sr. Stevenson
- Paula Trueman - Sra. Stevenson

Es la primera película en la que aparece Heather Graham como extra.
- Datos: Q2344050